# Czyściec polny
Czyściec polny (Stachys arvensis (L.) L.) – gatunek rośliny z rodziny jasnotowatych (Lamiaceae).

## Zasięg występowania
Rodzimy obszar występowania obejmuje Afrykę Północną (Algieria, Maroko, Tunezja, Madera, Wyspy Kanaryjskie) oraz Europę Południową i Środkową (sięgając jednak na zachodzie aż do Szwecji). W Polsce jest rzadki. Rośnie w południowo-zachodniej i północnej części kraju.

## Morfologia

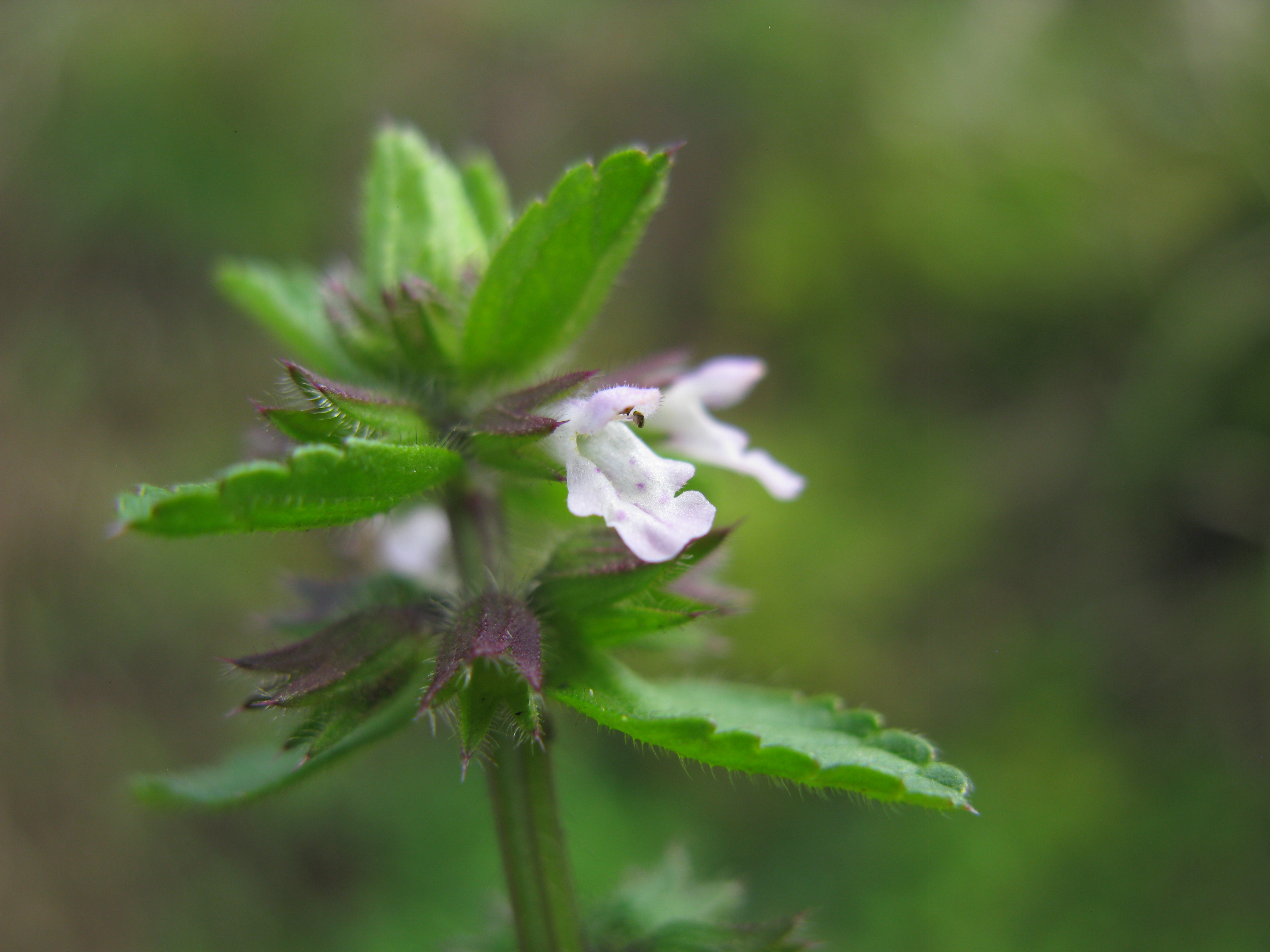
Kwiat

ŁodygaOwłosiona, do 30 cm wysokości.
LiścieOgonkowe, sercowatojajowate lub podługowate, tępe, karbowane.
KwiatyGrzbieciste, zebrane w 2-6-kwiatowe nibyokółki. Kielich owłosiony. Ząbki kielicha lancetowatoszydlaste. Korona kwiatu różowa lub lila, długości 6-7 mm.
OwocRozłupnia; rozłupki brodawkowate.

## Biologia i ekologia
Roślina jednoroczna. Rośnie na polach, brzegach wód i lasów. Kwitnie od lipca do października.

## Zagrożenia
Roślina umieszczona na Czerwonej liście roślin i grzybów Polski (2006) w grupie gatunków narażonych na wymarcie (kategoria zagrożenia: V). W wydaniu z 2016 roku otrzymała kategorię CR (krytycznie zagrożony).